# Посейдон (фільм)
«Посейдон» (англ. Poseidon) — американський фільм-катастрофа 2006 року, режисера і продюсера Вольфганга Петерсена, рімейк відомого в цьому жанрі фільму «Пригоди „Посейдона“», знятого у 1972 році.
Рекомендовано для перегляду дітям від 13 років разом з батьками.

## Сюжет
"Посейдон" — гігантський круїзний лайнер, пасажири якого готуються зустрічати Новий рік. Окрім інших, на борту присутні колишній пожежник та екс-мер Нью-Йорка Роберт Рамсі, його донька Дженніфер зі своїм хлопцем Крістіаном, професійний гравець в покер Ділан Джонс, мати-одиначка Меггі та її син-підліток Конор, літній архітектор Річард Нельсон та Олена, яка випадково опинилася тут. Усі вони в якусь мить переживають справжній шок, коли круїзний лайнер «Посейдон» перевертає догори дном гігантська блукаюча хвиля-вбивця. Проте капітан судна просить усіх заспокоїтись та виконувати вказівки персоналу, запевняючи, що на разі вони в безпеці, а сигнал про допомогу вже відправлено відповідним службам. З усім тим Ділан налаштований підійматися вгору по палубах, щоб дістатися до гвинтових шахт та вибратися зрештою з корабля, що тоне. До нього приєднується Роберт, щоб знайти свою доньку, яка на момент катастрофи була в нічному клубі з Крістіаном. До ініціативи Ділана також доєднуються Меггі з Конором та Нельсон. Як архітектор, Річард не вірить у те, що судно довго зможе знаходитися в перевернутому стані, тому не хоче гаяти дорогоцінний час, чекаючи порятунку.
Тим часом у нічному клубі Дженніфер намагається врятувати Крістіана, якого затиснуло декораціями. Лише після того, як на допомогу їм приходять Олена та "везунчик" Ларрі, їм вдається звільнити Крістіана. У цей же момент група на чолі з Діланом дістається до нічного клубу. Далі на шляху в них виникає серйозна перешкода, під час подолання якої гине Ларрі.
У цей час в бенкетній залі, де разом з капітаном судна залишилися всі вцілілі, палубні ілюмінатори починають тріскатися від тиску води. Усі присутні розуміють, що опинилися в пастці та їх чекає смерть.
Своєю чергою Ділан та його група помічають, що вода швидше починає заповнювати палуби корабля і в них залишається дуже мало часу...

## У ролях
- Джош Лукас - Ділан Джонс;
- Курт Расселл - Роберт Рамсі;
- Джасінда Берретт - Меггі Джеймс;
- Річард Дрейфусс - Річард Нельсон;
- Еммі Россум - Дженніфер Рамсі;
- Міа Маестро - Олена;
- Майк Фогель - Крістіан;
- Кевін Діллон - "везунчик" Ларрі;
- Фредді Родрігес - Валентин;
- Джиммі Беннетт - Конор;
- Стейсі "Фергі" Фергюсон - Глорія;
- Андре Брауер - капітан корабля.

## Саундтреки
Саундтрек був випущений 9 травня 2006 року і містить в собі музику, написану Клаусом Бадельтом, а також пісні у виконанні Fergie, яка грала Глорію у фільмі, та Федеріком Аубелем.
| #   | Назва                | Виконавець      | Тривалість |
| --- | -------------------- | --------------- | ---------- |
| 1.  | «Won't Let You Fall» | Fergie          | 4:39       |
| 2.  | «Bailamos»           | Fergie          | 3:10       |
| 3.  | «Postales»           | Федеріко Аубель | 4:09       |
| 4.  | «The Poseidon»       | Клаус Бадельт   | 3:19       |
| 5.  | «The Wave»           | Badelt          | 4:37       |
| 6.  | «A Map and a Plan»   | Badelt          | 2:30       |
| 7.  | «Fire Dive»          | Badelt          | 2:48       |
| 8.  | «Claustrophobia»     | Badelt          | 7:09       |
| 9.  | «Drowning»           | Badelt          | 3:05       |
| 10. | «Don't Look Down»    | Badelt          | 3:44       |
| 11. | «Escape»             | Badelt          | 2:42       |

Існує деяка плутанина щодо треку «Be Without You ». Попри те, що він був включений у фільм (грав у нічному клубі), він не був включений в саундтрек.

## Критика
Рейтинг на IMDb — 5,6/10, Rotten Tomatoes — 33% свіжості та 43% оцінка аудиторії.

### Нагороди та номінації
- Оскар 2007 (номінація: найкращі візуальні ефекти)
- Золота малина 2007 (номінація: найгірший рімейк або сиквел)

## Цікаві факти
- На математичне моделювання утворення блукаючої хвилі і її взаємодії зі судном пішло близько року (від розробки моделей і їхнього прорахування на комп'ютерах аж до взаємодії дрібних крапельок води).
- Співачка Fergie з групи «Black Eyed Peas» виконує в цьому фільмі невелику роль співачки, що бере участь у новорічній «тусовці» на борту «Посейдона». Після зйомок вона сказала, що їй сподобалося зніматись у кіно.
- У початкових кадрах фільму, де камера робить обліт корабля, єдиний об'єкт некомп'ютерної графіки — це людина, що біжить по палубі. Усе інше, включаючи сам лайнер — творчий плід талановитих фахівців з комп'ютерних спецефектів.